# Vastral
Vastral é uma cidade e um município no distrito de Ahmadabad, no estado indiano de Gujarat.

## Demografia
Segundo o censo de 2001, Vastral tinha uma população de 41 925 habitantes. Os indivíduos do sexo masculino constituem 55% da população e os do sexo feminino 45%. Vastral tem uma taxa de literacia de 76%, superior à média nacional de 59,5%: a literacia no sexo masculino é de 81% e no sexo feminino é de 70%. Em Vastral, 13% da população está abaixo dos 6 anos de idade.